# Traité de Constantinople (1479)
 (mars 2020).
Si vous disposez d'ouvrages ou d'articles de référence ou si vous connaissez des sites web de qualité traitant du thème abordé ici, merci de compléter l'article en donnant les références utiles à sa vérifiabilité et en les liant à la section « Notes et références ».
Le traité de Constantinople fut signé le 25 janvier 1479, mettant officiellement fin à la guerre vénéto-ottomane entre la république de Venise et l'Empire ottoman. 

## Principaux accords
Venise céda Shkodër, Krujë ainsi que des territoires côtiers de Dalmatie et les îles grecques d'Eubée et de Lemnos. Les Vénétiens furent également dans l'obligation de payer une somme de 100 000 ducats et un tribut de 10 000 ducats par an aux Ottomans afin d'acquérir des privilèges commerciaux en mer Noire. En conséquence de ce traité, la position de Venise fut gravement affaiblie au Levant.